# 나바타메 히토미
나바타메 히토미(일본어: 生天目 仁美)는 일본의 성우이다. 니가타 현에서 태어나 가나가와현 요코하마에서 자랐다. 켄 프로덕션 소속이다. 극단도쿄건전지에 속해 배우로서 텔레비전에 출연하기도 한다. 2003년 진월담 월희의 알퀘이드 역과 마부라호의 미야마 유나, 두 작품의 히로인 역할로 데뷔하면서 주목을 받았다.

## 약력
출생지는 니가타현 사와타리시이지만 카나가와 현으로 이사해 요코하마에서 자랐다. 드문 성씨인 「나바타메」에 대해, 본인은 「선조가 다케다 가쓰요리의 부하였던 것 같아요. 그 다케다 가쓰요리가 텐모쿠산(天目山)이라는 곳에서 패했을 때, 우리 타케다군은 아직 살아 있다, 지지 않는다는 의미로 선조가 나바타메(生天目)라고 성을 지었습니다…….」라고 한다(주간 소년 매거진 04년 29호 48P).
초기엔 극단 도쿄건전지소속으로 배우로서 활동하고 있었으나, 이후 켄 프로덕션으로 이적했다. 2003년, TV 애니메이션 「진월담 월희」의 히로인“알퀘이드”역과 TV 애니메이션 「마부라호」의 히로인“미야마 유나”역에 발탁된 이후에는 주로 성우로서 활동하고 있다.
좋아하는 말은 「겨울 뒤에는 반드시 봄이 온다」(2003년 12월 「개운☆야망 신사」와 애니메이트TV 웹 라디오「나바타메 히토미의 햇님과 산책」소개 페이지에서). 덧붙여 이 말은 니치렌슈의 시조 니치렌이 켄지원년(1275년) 5월에 묘이치 아마고제앞으로 보낸 편지「법화경을 믿는 사람에게 겨울이란 것은 분명 봄이 된다」의 한구절.

## 애칭
주로 「나바」또는 「나밧치」라 불리고 있다. 그 외에도, 가수이자 라디오 퍼스널리티인 와시자키 다케시는「바타양」이라고도 불린다. 또, 코요태(래그타임쇼) 등에서 같이 연기했던 야스모토 히로키는「바티(축구 선수： 가브리엘 바티스투타의 애칭)」라고 부르기도. 또 그녀의 데뷔작에서 주연을 맡았던 스즈무라 겐이치에게서는「나비」라고 명명되었다.

## 에피소드
타무라 유카리와 호리에 유이, 아사카와 유우, 요시즈미 코즈에를 배출한 「SOMETHING DREAMS 멀티미디어 카운트다운」 내에서 결성된「드리칸클럽」의 일원이었다. 당시에는 그다지 주목받지 못해, 이후 연극 무대로 자리를 옮긴다.
덧붙여, 「드리칸클럽」시절에는, 「나바타메(生天目)」가 읽기 어렵다는 이유로 「나바타메(名畑目)」라고 하는 표기용 예명을 썼었다.
성우로서 데뷔한 후 재회한 타무라가, 드리칸클럽 시절의 자신을 기억하고 있던 것에 감격한 에피소드도 있다.
2003년 TBS 애니메페스타 첫날에 「진월담 월희」캐스트를 발표를 했을 때에는, 동작의 히로인“알퀘이드”역에 당시에는 무명이었던 나바타메를 기용하는 것에 논란이 일었으나, 이벤트 이틀째에는 이미 팬콜이 있었다고.
같은 시기 방영했던 TV 애니메이션 「마부라호」의 히로인, 미야마 유나역에도 발탁되어 뒤늦게 피었음에도 대브레이크했고. 또한 마부라호의 첫 애프터레코딩 후, 무대와 애프터레코딩의 갭을 감당하지 못해 귀가길의 전철에서 눈물을 흘린 일도 있었다.
같은 사무소 소속의 이토 시즈카와 유닛「 나바타메 히토미와 이토 시즈카(히토시즈쿠)」로 활동. 라디오 프로나 이벤트 등에서나 폭주하는 나바타메의 폭주를 제어하는 건 대부분이 이토 시즈카나 이노쿠치 유카의 역할이다.
나바타메의 모친은 가끔 만마루마루히메(동글동글공주)라는 펜 네임을 사용해 딸의 프로그램에 딸에게로의 불평을 투고, 자주 딸의 프로그램에 난입해, 지금은 팬들로부터도「마루히메」라고 불리며 사랑받는 존재가 되었다. 또, 아버지에게서도 메일이 오기도 해, 딸을 사랑하는 부모의 모습을 보여주어, 팬들의 호평을 얻고 있다. 그리고 어머니께 배웠는지 나바타메 자신도 가끔 만마루마루히메노무스메(동글동글공주의딸)라고 하는 이름으로, 상대자인 이토 시즈카의 생트집을 잡는 경우도 있다.(「☆개운☆야망 신사☆」의 징글에서).
같은 사무소의 대선배 가나이 미카의 영향인지 무척이나 여자를 좋아하는 사람. 마부라호의 애프터레코딩 현장에서는 같이 출연하던 와타나베 아케노의 가슴을 만지거나 해서, 와타나베가 이성을 잃는 일도 있었다. 또 같은 현장에서 고야마 기미코를 무릎위에 앉히고 가슴을 만진 일도 폭로되었다(코야마 본인도 같은 습성이 있다).
「스쿨럼블」의 애프레코 현장에서도 같이 출연하고 있던 여성우의 가슴을 만진것이「스쿨럼블 축제다, 모두 집합」의 토크 코너에서 발각. 당사자는「별로 괜찮잖아요. 여자의 특권이예요」라고 변명. 그때 이벤트에 출연했던 여성진인 고시미즈 아미, 호리에 유이, 시미즈 카오리, 노토 마미코, 후쿠이 유카리가 타겟이었으며, 「만지려고 해서 만지게 하고 있어요(노토)」「나바니까 만지는 것도 만지게 하는 것도 어떻게 할 수 없어요(시미즈)」라고 말하기도 하며, 완전한 스킨십으로 여겨진다. 단지 남성진들은 「눈을 둘곳이 없어 곤란했어요」라는 것. (다카하시 히로키, 카와다 신지의 말).
「스쿨럼블 2학기」DVD 제4 권의 영상 특전 「시미즈카오리의 스쿨럼☆오프회」출연시, 장래의 꿈을 「나가노에서 과자가게를 하고 싶어요」라고 표명. 거기다 그 과자가게에 자신의 손자들이 다수 내점하기를 기대하고 있고, 그 전제로서 출산(게다가 다수)의 소망이, 한층 더 그 전제로 결혼이라는 소망이 있다고 함. 초등학생 무렵, 벌써「16 살쯤 결혼해서 17에 아이를」이라는 인생설계도 하고 있었다(이건 유감이지만 실현될 수 없었다).
데뷔작인「마부라호」를 시작으로, 최근에는 「스트로베리 패닉」에서도 공동출연한 나카하라 마이와도 사이가 깊어지고 있지만, 나바타메는「 하지만 더 이상 가까워지면 아이짱(시미즈 아이)이 화내(웃음)」라며 「hm3 SPECAIL 」의 나카하라와의 인터뷰에서 말했다.
「나바타메 히토미의 햇님과 산책」 제48회(2006년 12월 14일 방송분)에서는, 「1년동안 수고하셨어요 망년회」라고 칭해, 스파클링와인을 마시며 방송했다. 하지만, 나바타메 본인이 컵의 3 cm 정도를 마신 것만으로도 무척이나 취해버려, 방송이 끝날 때까지 「혀가 제대로 굴러가지 않았다」, 「요염한 소리가 군데군데 섞였다」라는 수록이 되어 버렸다. 이 날 수록분은 스탭과 본인의 승낙이 있었지만, 나바타메가 너무나 굉장해서 (주정뱅이상) , 「이건 나바타메 히토미 스스로 마신겁니다」, 「억지로 먹이지 않습니다」라고 뜬금없지만 프로그램중 몇번이나 계속 변명했다.

## 「개운☆야망신사」에서의 에피소드
도라노아나 공식 사이트에서 공개중이며 같은 사무소의 선배이자 연하인 이토 시즈카와 함께 진행 중이다.
제1기에서는 나바타메 히토미의 어린시절 노래하는 목소리가 공개되어 화제가 되었었다.
제2기 최종회에서는 「나, 암표범이 되겠어! 」라고 선언, 이토 시즈카와 청취자들을 깜짝 놀라게 했었다.
제3기 7회에서는 사도의 할머니댁에 놀러가서 여느때처럼 알몸으로 수영을 하고 있었는데 당시 최고의 인기였던 光GENJI의 로케 현장에 조우하게 되어, 오사와 미키오가 팬서비스로 던진 솔방울을 주우려고 했는데 뒤쫓아온 팬들이「오사와군이 떨어뜨린 솔방울! 」이라고 달려들어 빼앗긴것을 고백.
제3기 14회의 나바이토의 동요합전에서 성우 노토 마미코에 대한 사랑을 동요의 가사를 바꾸어 표현했다. 내용은 아래의 어록 참조.
제3기 18회에서는 「나바이토의 동요합전!」의 벌칙으로, 도쿄 소방청 이케부쿠로 자연재해관에서 가상지진을 체험한다. 관동 대지진급 흔들림에 어쩔줄을 모르고 절규하다가, 지진이 안정되기까지, 암표범처럼 바짝 엎드려서 피했다.

## 취미·기호
전 요미우리 자이언츠의 포수 하라 슌스케의 대팬이지만,포수층이 두꺼운 자이언츠에서는 2군에 있는 경우가 많아「프로야구응원」이라고 하면,2 군의 본거지인 자이언츠 구장에 가는 게 정평이었으나, 2006년 10월 2일 날짜로 구단으로부터 전력외의 출입을 막겠다는 통보를 받았다. 그러나 나바타메 왈 「앞으로도 계속 응원할 거예요」라고.

## 교우 관계
주로 같은 사무소의 이노쿠치 유카나 이토 시즈카와 친하다.
또 애니메이션 「딸기 마시마로」에 공동 출연 했었던 카와스미 아야코, 지바 사에코, 오리카사 후미코, 노토 마미코와「마시마로회」라고 하는 친목회를 결성에 친교를 두둑히 하고 있다.
사토 리나, 시타야 노리코, 히로하시 료와도 「KAT-TUN 회」라는 친목회를 결성하고 있다.(호텔 룸하나를 전세내어 아침까지 KAT-TUN의 라이브DVD를 감상하면서 담화를 나눔. 이 회에는 가까운 시일내에 우에다 카나도 가입할 것이다(우에다의 블로그에서).
「마부라호」나 「Strawberry Panic」등에서 공동 출연했던 나카하라 마이와도 친해지고 있지만 나카하라의 친구인 시미즈 아이의 존재의 벽은 두껍다.

## 본처·애인?
무척 동성을 좋아하는 사람답게, 그 사람에 대한 강한 사랑을 심상치 않게 전달하고 있어, 관계자나 팬들로부터 종종 이야깃거리로 칭해지기도 한다.
- 이토 시즈카 (통칭 「본처」)

후술할 나바타메의 애인들의 연이은 출연에 대하여 「야망신사」에서 네타발언을 하며 나바타메와 같은 사무소로서, 나바타메와는 지긋지긋한 관계가 된 이토이다.
- 노토 마미코 (통칭「애인1 호」)

노토의 목소리를 휴대전화 벨소리로 하거나, 또 웹라디오의 노래로「너무좋아 마미코(다이스키 마미코)」라는 표현으로 노토에대한 사랑은 에스컬레이트 하고 있고, 이쪽도 노토를 무척이나 사랑한다는
카와스미 아야코도 질릴 정도이다.
그러나,이토 시즈카와 함께하고 있던 라디오프로의 게스트였던 사토 리나에게 집적대려고 한 적이 있어, 이토시즈카에게「당신에겐 마미코가 있잖아요!! 」라고 질책을 받았던 적도 있다.
최근에는 「DJCD 마리아님이 보고 계셔」Vol.2의 코너 「가르쳐주세요, 언니(오시에떼 오네사마!)」에 출연했을 때, 마리아님이 보고 계셔의 캐릭터중 스루(ス-ル)(프랑스어로 자매를 뜻하는 '쇠르'(soeur에서 왔음.))로 하고싶은 캐릭터는?이라는 질문에, 황장미역임에도 불구, 백장미패밀리의 「시마코」라고 답하며 그 이유로 「…마미코니까」라고 했다(게다가 퍼스널리티인 우에다 카나가 「참 좋으시겠습니다···(고치소-사마데스,관용적 표현)」라고 말했다).그러나, 시마코역의 노토 마미코는, 같은 질문에 「세이 사마(사토 세이)」라고 대답하며 이유로서「다른 사람은 생각할 수 없어요」라고 말했다.
- 시미즈 카오리 (통칭 「애인2 호」)

「스쿨럼블」등에서 공동 출연하고 있는 인연때문인지, 어느새 이런 취급이 되고 있다.
- 코시미즈 아미 (통칭 「애인3 호」)

최근에는 여러곳에서 공동출연하고 있는 코시미즈 아미에게도 급접근해, 그 사랑은 노토에 대한것에 필적하게 되고 있다고 한다.「무적 철가방」의 웹라디오 수록 스튜디오에서는 서로 마주보는 위치가 아니라 옆에 앉는다고 한다.

## 출연작
※주역·메인 캐릭터·히로인은 굵은 글씨

### TV 애니메이션
2003년
- 마부라호(미야마 유나)
- 진월담 월희(알퀘이드 브룬스터드)
- 네가 바라는 영원 (여학생)
- 오네가이 트윈즈 (여학생)

2004년
- 블리치 (오치 미사토, 이세 나나오, 쿠니에다 료, 카리야 진 소년시절)
- 2X2=시노부전 (역명없음 #6~)
- 우타∽카타 (타치바나 이즈미 , 센스이)
- 마리아님이 보고 계셔 (토리이 에리코)
- 스쿨럼블 (스오우 미코토)
- GANTZ (키시모토 케이)
- 두 사람은 프리큐어 (나카가와 유미코)
- 모래소년 (마리코)
- 빛과 물의 다프네 (여고생, 부경)
- 사무라이 참푸르 (역명없음)
- 선생님의 시간 (여자생도 B ~#8 ,외국여성 #10)
- UG☆울티 메이트 걸 (타치바나 비비안)
- ZOIDS FUZORS (에디)
- tactics (시노 #1)

2005년
- 딸기 마시마로(이토 노부에)
- 작안의 샤나(마죠리 도)
- 투하트2(토나미 유마)
- 파니포니대쉬(난죠 미사오)
- Canvas 2~무지개 빛의 스케치~(키쿄 키리)
- 극상학생회(진구지 카나데)
- StarShip Operators (디터 미르코프)
- 지옥소녀 (시바타 아유미)
- 트리니티 블러드 (케이트 스코프)
- 후타코이 얼터너티브 (역명없음 #2)
- 유리가면 (오페리아, 오미야 부장)

2006년
- RAY THE ANMITION (리에)
- 빙쵸탄(다도 선생, 학교 선생)
- 새벽녘 전보다 유리색인 Crescent Love(피나 팜 아슈라이트, 세피리아 팜 아슈라이트)
- 여고생 GIRL'S HIGH(타카하시 에리코)
- 스트로베리 패닉(하나조노 시즈마)
- 마모루군에게 여신의 축복을 (거트루드 마크리즈, 은의 마리아, 마리)
- The Third ~ 푸른 눈동자 속의 소녀 ~ (로나 파우나)
- 스쿨럼블 2학기 (스오우 미코토)
- 무장연금 (하야사카 오우)
- 무적 간판 소녀 (오니마루 미키)
- 연금3급 매지컬? 포카~앙 (리루)
- 코요테 래그타임 쇼(에이프릴)
- 우주교향곡 메텔 (메이)

2007년
- 하야테처럼 (카츠라 유키지)
- Rocket Girl (마츠리)
- 노다메 칸타빌레 (타가야 사이코)
- 강철 삼국지 (손권중모)
- 크게 휘두르며 (시노오카의 선배 #13)
- 작안의 샤나 Second (마죠리 도)
- 일기당천 Dragon Destiny (관우운장)
- 최종시험 쿠지라(카구라 카구야)
- 건강 전라계 수영부 우미쇼 (오리즈카 모모코)
- 프리즘 아크 (카구라 , 코메트 #2, 메트 #8)
- 블루드롭 ~천사들의 희곡~ (노벨 오퍼레이터1, 생도1 #2)
- 소녀왕국 표류기(메이메이)

2008년
- 일기당천 Great Guardians (관우운장)
- S.A 스페셜 에이 (토도 아키라 , 타키시마가의 메이드)
- 블루드래곤 : 천계의 7룡 (노이)
- 노기자카 하루카의 비밀 (아야세 루코)
- 세키레이 (우즈메)
- 야쿠시지 료코의 괴기사건부 (야쿠시지 료코 ,모나미 #9~12, 치나미 #13)
- BLASSREITER (사샤 #14~)
- 광란가족일기 (히메미야 모요코 #20, 와카라즈노미야 미리온 #24~26)
- 마카데미 왓쇼이! (미야비)
- CHAOS;HEAD (아오이 세나)

2009년
- 노기자카 하루카의 비밀 퓨어렛챠 (아야세 루코, 히메미야 미란, 아야세 유우토 어린시절)
- 마리아 님이 보고 계셔 (아리마 나나)
- 알기쉬운 현대마법 (아네하라 미사)
- 여름의 폭풍! (마스터/사야카)
- 여름의 폭풍!~춘하동중~ (마스터/사야카)
- 퀸즈 블레이드 (시즈카)
- 퀸즈 블레이드 2기 (시즈카)
- 내일의 요이치 (타카카즈사 안젤라)
- 하야테처럼 2기 (카츠라 유키지)

2010년
- 세키레이 ~Pure Engagement(우즈메)
- 일기당천 XTREME XECUTOR (관우운장)
- 내 여동생이 이렇게 귀여울 리가 없어(사오리 바지나)
- 침략! 오징어 소녀(신디 캠벨)

2011년
- 롯테의 장난감! (유디트)
- 30세의 보건체육 (스팽킹 와다)

2012년
- 이것은 좀비입니까 (크리스)
- 여기저기 (카타세 마요이)
- 하야테처럼 3 Can't take eye off you (카츠라 유키지)

2013년
- 두근두근! 프리큐어 (아이다 마나)[1][2][3]
- 화이트 앨범2 (토우마 카즈사)

2019년
- 열려라! 코코타마 (신포니)

### OVA
2004년
- 엘펜리트 (바이허, 코우타<소년>)

2005년
- 박살천사 도쿠로짱 (누마타 하루나 #3)

2006년
- 작안의 샤나 OVA 사랑과 온천의 교외학습(마죠리 도)
- BALDR FORCE EXE RESOLUTION (시도 아야네)

2007년
- 딸기 마시마로 OVA(이토 노부에)
- 솔티레이 Extra Episode (암 트란파)
- 투하트2 OVA(토나미 유마)

2008년
- 야쿠시지 료코의 사건부 OVA (야쿠시지 료코)
- 투하트2 OVA Another Days(토나미 유마)

2009년
- 딸기 마시마로 encore(이토 노부에)

2012년
- 침략!! 오징어 소녀 (신디 캠벨)

### 극장판
2007년
- 작안의 샤나 극장판 (마죠리 도)

2012년
- 페어리 테일:극장판-봉황의 무녀 (코디네이터)

2013년
- 영화 두근 두근! 프리큐어 마나 결혼!? 미래에 잇는 희망의 드레스 (아이다 마나)

2017년
- 걸즈 앤 판처 최종장 제1화

2019년
- 극장판 누구를 위한 알케미스트 (티나)

### 웹 애니메이션
- 캔디보이 (사쿠라이 카나데)

### 게임
2003년
- 사무라이 스피릿츠 제로 (리무루루, 참프루)

2004년
- 환상수호전IV (미츠바, 마키신)
- 최종시험 고래 (카구라 카구야) : 시이나 코우 (シィーナ・コウ) 명의
- 투하트2 (토나미 유마)
- 로스트 아야 소피아 (니나 칼디나레)

2005년
- 럼블로즈 (캔디 케인(베키))
- 와일드 암즈 더 포스데트네이터 (라크웰 애플게이트)
- ANGEL TYPE (가와하라 스나오) : 테즈카 마키 (手塚まき) 명의
- 마비노X스타일 (토모미 Orlin 히야마)
- 프린세스 윗치즈 (위원장, 함츄) : 테즈카 마키 (手塚まき) 명의
- 딸기 마시마로 (이토 노부에)
- 극상학생회 (진구지 카나데)
- 새벽녘보다 유리색인 PC판 (피나 팜 아슈라이트) : 테즈카 마키 (手塚まき) 명의
- 완다와 거상 (모노)
- 야도희참귀행 (키류 츠키코) : 테즈카 마키 (手塚まき) 명의
- DUEL SAVIOR DESTINY (나나시, 루비너스 플로리어스, 로벨리아 리드)
- 코이모모 (사키미네 모모카) : 테즈카 마키 (手塚まき) 명의

2006년
- Canvas2 ~무지개색의 스케치~ (키쿄 키리)
- 춘애*소녀~소녀의 정원에서 인사드립니다.~ (후유루기 키사야) : 테즈카 마키 (手塚まき) 명의
- D.C.II ~다 카포II~ (시라카와 나나카) : 노나카 뮤우 (野中みゅう) 명의
- 새벽녘보다 유리색인~Brighter than dawning blue~ PS2판 (피나 팜 아슈라이트)
- 스트로베리 패닉(하나조노 시즈마)
- BULLET WITCH (아리시아)
- We Are* (후에후키 시노부)
- Strawberry Panic! (하나조노 시즈마)
- Quartett! ~THE STAGE OF LOVE~ (리 스우파)
- 천지의 문2 무쌍전 (기쿄 슌카)

2007년
- 크레용 신짱DS 폭풍을 부르는 칠하자 크레용 대작전(짱구는 못말려DS 알쏭달쏭 크레용 대작전) (마네)
- D.C.II Spring Celebration ~다 카포II~ 스프링 세레브레이션(시라카와 나나카) : 노나카 뮤우 (野中みゅう) 명의
- R.U.R.U.R ~루·루·루·루~ 이 이 때문에, 적어도 깨끗한 밤하늘을 (R 히나기쿠) : 히나미 후카 (雛見風香) 명의
- 록맨 젝스 어드벤트 (아틀라스)
- 일기당천 Shining Dragon (관우 운장)
- 멋진 이 세계 (라임, 유니시(유니시 미츠키))
- 리리컬♪리릭 (타카미 린) : 히나미 후카 (雛見風香) 명의
- 하야테처럼! 내가 로미오고 로미오가 나 (카츠라 유키지)
- 일곱빛깔★드롭스 Pure!! (크로와)
- 최종시험 고래 Alive (카구라 카구야)
- 오토메디우스 (지올 두이, 세레니티 바이퍼)
- 스윙 골프 팡야 2nd숏! (세실리아)
- 스타오션1 First Departure (밀리 킬리트)
- 엔젤 프로파일 (에밀리아)
- 그리고 내일의 세계에서 (미즈모리 미나미)
- Fate/tiger colosseum (바제트 프라가 마크레미츠)

2008년
- 포츈 아테리얼 (유우키 카나데) : 히나미 후카 (雛見風香) 명의
- CHAOS;HEAD (아오이 세나)
- Fate/unlimited codes (바제트 프라가 마크레미츠)
- D.C.II P.C. ~다카포 II 플러스 커뮤니케이션~ (시라카와 나나카) : 노나카 뮤우 (野中みゅう) 명의
- 스마가 (스피카) : 테즈카 마키 (手塚まき) 명의

2009년
- 새벽녘 전보다 유리색인 ~Moonlight Cradle~ (피나 팜 아슈라이트) : 테즈카 마키 (手塚まき) 명의
- 스마가 스페셜 (스피카) : 테즈카 마키 (手塚まき) 명의
- 여름의비 (세가와 리카코) : 사쿠라 하즈키 (さくらはづき) 명의

### 라디오
- 개운 야망신사 1기 - 이토 시즈카와 공동 진행.(2003년 ~ 2004년)
- 개운 야망신사 2기 - 이토 시즈카와 공동 진행 (2004년 ~ 2005년)
- 개운 야망신사 3기 - 이토 시즈카와 공동 진행 (2005년 8월 8일 ~ 2008년 9월 1일)
- GENEON Presents 주간 아니메프레스 STARSHIP CHANNEL - 이토 시즈카와 공동 진행. (2005년 1월 13일 - 3월 31일)
- 햇님과 산보 (인터넷 라디오, 2005년 11월 3일 ~ 2007년 6월 28일)
- 여고생 digital 라디오 (인터넷 라디오, 2005년 12월 - 2006년 10월)
- 코요테 레디오쇼 (인터넷 라디오, 2006년 4월 - 11월)
- 멋진 간판 아가씨 - 코시미즈 아미와 공동 진행. (인터넷 라디오, 2006년 5월 - 12월)
- 일기당천DDR - 아사노 마스미와 공동 진행. (인터넷 라디오, 2006년 11월 - 2008년 2월)
- 건당 전라계 수영부 우미쇼 - 토요사키 아키와 공동 진행. (인터넷 라디오, 2007년 5월 - 10월)
- 일기당천GGR - 아사노 마스미와 공동 진행. (인터넷 라디오, 2008년 3월 - 2009년 3월)
- 라디오 토털 이클립스 - 나카하라 마이와 공동진행. (분카방송, 2009년 1월 4일 - )
- 라디오 강좌 알기 쉬운 현대마법 제1 - 노나카 아이와 공동 진행. (인터넷 라디오, 2009년 5월 8일 - 12월 25일)
- 일기당천XXR - 아사노 마스미와 공동 진행. (인터넷 라디오, 2009년 12월 - )